# Campeonato Gaúcho de Futebol Amador
O Campeonato Gaúcho de Futebol Amador é uma competição de futebol na categoria amadora, disputada anualmente no estado do Rio Grande do Sul. É organizada pela Federação Gaúcha de Futebol.
A competição teve início em 1942, quando a então Federação Riograndense de Desportos passou a organizar dois campeonatos estaduais, um destinado aos clubes profissionais e outro dedicado aos amadores. Nas primeiras edições, até 1954, as ligas profissionalizadas eram representadas pelos campeões de aspirantes.

## Campeões

### Campeonato Gaúcho de Aspirantes
| Edição | Ano  | Campeão                               | Vice-Campeão                       |
| ------ | ---- | ------------------------------------- | ---------------------------------- |
| 1ª     | 1942 | Grêmio (Porto Alegre)                 | Esportivo (Bento Gonçalves)        |
| 2ª     | 1943 | Cruzeiro (Porto Alegre)               | São Lourenço (São Lourenço do Sul) |
| 3ª     | 1944 | Cruzeiro (Porto Alegre)               | Eberle (Caxias do Sul)             |
| 4ª     | 1945 | Cruzeiro (Porto Alegre)               | Riograndense (Cruz Alta)           |
| 5ª     | 1946 | Ferro Carril (Uruguaiana)             | Glória (Carazinho)                 |
| 6ª     | 1947 | Internacional (Porto Alegre)          | Flamengo (Caxias do Sul)           |
| 7ª     | 1948 | Sá Viana (Uruguaiana)                 | Atlântico (Erechim)                |
| 8ª     | 1949 | Nacional (Cruz Alta)                  | Esportivo (Bento Gonçalves)        |
| 9ª     | 1950 | Ypiranga (Erechim)                    | Aimoré (São Leopoldo)              |
| 10ª    | 1951 | Sá Viana (Uruguaiana)                 | Ypiranga (Erechim)                 |
| 11ª    | 1952 | Grêmio Santo-angelense (Santo Ângelo) | Veronese (Canoas)                  |

### Campeonato Gaúcho de Amadores
| Edição | Ano  | Campeão                                   | Vice-Campeão                             | Série                    |
| ------ | ---- | ----------------------------------------- | ---------------------------------------- | ------------------------ |
| 1ª     | 1954 | Internacional (São Borja)                 | Jaú (Santo Antônio da Patrulha)          | -                        |
| 2ª     | 1955 | Jaú (Santo Antônio da Patrulha)           | Itapuí (Guaíba)                          | -                        |
| 3ª     | 1956 | Itapuí (Guaíba)                           | Internacional (São Borja)                | -                        |
| 4ª     | 1957 | Internacional (São Borja)                 | Independente (Passo Fundo)               | -                        |
| 5ª     | 1958 | Quaraí (Quaraí)                           | Juventude (Candelária)                   | -                        |
| 6ª     | 1959 | Aliança (Santa Rosa)                      |                                          | Série Amarela            |
| 6ª     | 1959 | Guarany (Garibaldi)                       |                                          | Série Azul               |
| 6ª     | 1959 | Jaú (Santo Antônio da Patrulha)           | Gramadense (Gramado)                     | Série Branca             |
| 6ª     | 1959 | Grêmio Lourenciano (São Lourenço do Sul)  |                                          | Série Verde              |
| 6ª     | 1959 | Quaraí (Quaraí)                           |                                          | Série Vermelha           |
| 7ª     | 1960 | Brasil (Júlio de Castilhos)               |                                          | Série Amarela            |
| 7ª     | 1960 | Palmeirense (Palmeira das Missões)        |                                          | Série Azul               |
| 7ª     | 1960 | 15 de Novembro (Campo Bom)                | Brasil (Farroupilha)                     | Série Branca             |
| 7ª     | 1960 | Celupa (Guaíba)                           |                                          | Série Verde              |
| 7ª     | 1960 | Quaraí (Quaraí)                           |                                          | Série Vermelha           |
| 8ª     | 1961 | Pampeiro (Soledade)                       |                                          | Série Amarela            |
| 8ª     | 1961 | São José (Lajeado)                        |                                          | Série Azul               |
| 8ª     | 1961 | 15 de Novembro (Campo Bom)                | Independente (Flores da Cunha)           | Série Branca             |
| 8ª     | 1961 | Cruzeiro do Sul (Jaguarão)                |                                          | Série Verde              |
| 8ª     | 1961 | Internacional (São Borja)                 |                                          | Série Vermelha           |
| 9ª     | 1962 | América (Tapera)                          | Missioneiro (Três Passos)                | Série Amarela            |
| 9ª     | 1962 | Independente (Passo Fundo)                | Brasil (Farroupilha)                     | Série Azul               |
| 9ª     | 1962 | Jaú (Santo Antônio da Patrulha)           |                                          | Série Branca             |
| 9ª     | 1962 | Butiá (Butiá)                             |                                          | Série Verde              |
| 9ª     | 1962 | 14 de Julho (Itaqui)                      |                                          | Série Vermelha           |
| 10ª    | 1963 | Palmeirense (Palmeira das Missões)        |                                          | Série Amarela            |
| 10ª    | 1963 | Brasil (Farroupilha)                      |                                          | Série Azul               |
| 10ª    | 1963 | 15 de Novembro (Campo Bom)                | E.C. Paladino (Gravataí)                 | Série Branca             |
| 10ª    | 1963 | Internacional (Arroio Grande)             | Grêmio Lourenciano (São Lourenço do Sul) | Série Verde              |
| 10ª    | 1963 | Brasil (Quaraí)                           |                                          | Série Vermelha           |
| 11ª    | 1964 | Pampeiro (Soledade)                       |                                          | Série Amarela            |
| 11ª    | 1964 | América (Bento Gonçalves)                 |                                          | Série Azul               |
| 11ª    | 1964 | 15 de Novembro (Campo Bom)                |                                          | Série Branca             |
| 11ª    | 1964 | Butiá (Butiá)                             |                                          | Série Verde              |
| 11ª    | 1964 | Brasil (Quaraí)                           |                                          | Série Vermelha           |
| 12ª    | 1965 | Botafogo (Três de Maio)                   |                                          | Série Amarela            |
| 12ª    | 1965 | Juventude (Garibaldi)                     |                                          | Série Azul               |
| 12ª    | 1965 | Jaú (Santo Antônio da Patrulha)           |                                          | Série Branca             |
| 12ª    | 1965 | Juventus (Barra do Ribeiro)               |                                          | Série Verde              |
| 12ª    | 1965 | Internacional (Rosário do Sul)            |                                          | Série Vermelha           |
| 13ª    | 1966 | Palmeirense (Palmeira das Missões)        |                                          | Série Amarela            |
| 13ª    | 1966 | Serrano (Carlos Barbosa)                  |                                          | Série Azul               |
| 13ª    | 1966 | 15 de Novembro (Campo Bom)                |                                          | Série Branca             |
| 13ª    | 1966 | Juventus (Barra do Ribeiro)               |                                          | Série Verde              |
| 13ª    | 1966 | Brasil (Quaraí)                           |                                          | Série Vermelha           |
| 14ª    | 1967 | Gaúcho (Tucunduva)                        |                                          | Série Amarela            |
| 14ª    | 1967 | União Serrano (Bento Gonçalves)           |                                          | Série Azul               |
| 14ª    | 1967 | Serrano (Canela)                          |                                          | Série Branca             |
| 14ª    | 1967 | Arroio Grande (Arroio Grande)             |                                          | Série Verde              |
| 14ª    | 1967 | Quaraí (Quaraí)                           |                                          | Série Vermelha           |
| 14ª    | 1967 | Botafogo (Três de Maio)                   | 15 de Novembro (Campo Bom)               | Série Especial           |
| 15ª    | 1968 | Grêmio Santoaugustense (Santo Augusto)    |                                          | Série Amarela            |
| 15ª    | 1968 | União Serrano (Bento Gonçalves)           |                                          | Série Azul               |
| 15ª    | 1968 | Guarani (São Sebastião do Caí)            |                                          | Série Branca             |
| 15ª    | 1968 | Teresa (Vera Cruz)                        |                                          | Série Verde              |
| 15ª    | 1968 | Quaraí (Quaraí)                           |                                          | Série Vermelha           |
| 15ª    | 1968 | União Serrano (Bento Gonçalves)           |                                          | Absoluto da 1ª Categoria |
| 15ª    | 1968 | 15 de Novembro (Campo Bom)                | Pampeiro (Soledade)                      | Série Especial           |
| 16ª    | 1969 | Ipiranga (São Luiz Gonzaga)               |                                          | Série Amarela            |
| 16ª    | 1969 | Veranense (Veranópolis)                   |                                          | Série Azul               |
| 16ª    | 1969 | Atlético Serrano (São Francisco de Paula) |                                          | Série Branca             |
| 16ª    | 1969 | Arroio Grande (Arroio Grande)             |                                          | Série Verde              |
| 16ª    | 1969 | 24 de Maio (Itaqui)                       |                                          | Série Vermelha           |
| 16ª    | 1969 | Atlético Serrano (São Francisco de Paula) |                                          | Absoluto da 1ª Categoria |
| 16ª    | 1969 | Brasil (Vacaria)                          | Aliança (Santa Rosa)                     | Série Especial           |
| 17ª    | 1970 | 14 de Julho (Itaqui)                      |                                          | Zona Fronteira           |
| 17ª    | 1970 | Tabajara (Campo Novo)                     |                                          | Zona Missões             |
| 17ª    | 1970 | Pratense (Nova Prata)                     |                                          | Zona Norte               |
| 17ª    | 1970 | Alimentício (Taquara)                     |                                          | Zona Serra               |
| 17ª    | 1970 | Rio Branco (Santa Vitória do Palmar)      |                                          | Zona Sul                 |
| 17ª    | 1970 | 14 de Julho (Itaqui)                      |                                          | Absoluto da 1ª Categoria |
| 17ª    | 1970 | 15 de Novembro (Campo Bom)                |                                          | Série Especial           |
| 18ª    | 1971 | 15 de Novembro (Campo Bom)                | Guaíba (Guaíba)                          | -                        |
| 19ª    | 1972 | 15 de Novembro (Campo Bom)                | Panambi (Panambi)                        | -                        |
| 20ª    | 1973 | 15 de Novembro (Campo Bom)                | 14 de Julho (Itaqui)                     | -                        |
| 21ª    | 1974 | 14 de Julho (Itaqui)                      |                                          | -                        |
| 22ª    | 1975 | Ipiranga (Frederico Westphalen)           |                                          | -                        |
| 23ª    | 1976 | 15 de Novembro (Campo Bom)                |                                          | -                        |
| 24ª    | 1977 | 15 de Novembro (Campo Bom)                |                                          | -                        |
| 25ª    | 1978 | Sapiranga (Sapiranga)                     |                                          | -                        |
| 26ª    | 1979 | Liberal (Pelotas)                         |                                          | -                        |
| 27ª    | 1980 | Botafogo (Três de Maio)                   |                                          | -                        |
| 28ª    | 1981 | Sapiranga (Sapiranga)                     |                                          | -                        |
| 29ª    | 1982 | Aurora (Cerro Largo)                      | Grêmio Ibirubá (Ibirubá)                 | -                        |
| 30ª    | 1983 | Avenida (Agudo)                           | Aurora (Cerro Largo)                     | -                        |
| 31ª    | 1984 | Pinheiros (Taquari)                       |                                          | -                        |
| 32ª    | 1985 | Botafogo (Três de Maio)                   |                                          | -                        |
| 33ª    | 1986 | Ivoti (Ivoti)                             |                                          | -                        |
| 34ª    | 1987 | 15 de Novembro (Campo Bom)                |                                          | -                        |
| 35ª    | 1988 | Guarani (Venâncio Aires)                  | Sapiranga (Sapiranga)                    | -                        |
| 36ª    | 1989 | Nova Petrópolis (Nova Petrópolis)         |                                          | -                        |
| 37ª    | 1990 | 15 de Novembro (Campo Bom)                |                                          | -                        |
| 38ª    | 1991 | Grêmio Lourenciano (São Lourenço do Sul)  |                                          | -                        |
| 39ª    | 1992 | Esporte Clube Porto Alves (Agudo)         |                                          | -                        |
| 40ª    | 1993 | Esporte Clube Porto Alves (Agudo)         |                                          | -                        |
| 41ª    | 1994 | Grêmio Lourenciano (São Lourenço do Sul)  |                                          | -                        |
| 42ª    | 1995 | Ivoti (Ivoti)                             | Gaúcho (Serafina Corrêa)                 | -                        |
| 43ª    | 1996 | Sete de Setembro (Dois Irmãos)            | Gaúcho (Serafina Corrêa)                 | -                        |
| 44ª    | 1997 | Vila Rosa (Dois Irmãos)                   | Juventude Operária (Ibirubá)             | -                        |
| 45ª    | 1998 | Serrano (Canela)                          | Vila Rosa (Dois Irmãos)                  | -                        |
| 46ª    | 1999 | Sapiranga (Sapiranga)                     | Ivoti (Ivoti)                            | -                        |
| 47ª    | 2000 | Ivoti (Ivoti)                             | Sete de Setembro (Dois Irmãos)           | -                        |
| 48ª    | 2001 | Sete de Setembro (Dois Irmãos)            | Ivoti (Ivoti)                            | -                        |
| 49ª    | 2002 | Taquarense (Taquara)                      | Vila Rosa (Dois Irmãos)                  | -                        |
| 50ª    | 2003 | Juventude Operária (Ibirubá)              | Ivoti (Ivoti)                            | -                        |
| 51ª    | 2004 | Botafogo (Fagundes Varela)                | Juventude Operária (Ibirubá)             | -                        |
| 52ª    | 2005 | Sete de Setembro (Dois Irmãos)            | Americano (Novo Hamburgo)                | -                        |
| 53ª    | 2006 | Americano (Novo Hamburgo)                 | Ivoti (Ivoti)                            | -                        |
| 54ª    | 2007 | Americano (Novo Hamburgo)                 | Grêmio Ibirubá (Ibirubá)                 | -                        |
| 55ª    | 2008 | Grêmio Ibirubá (Ibirubá)                  | Academia do Morro (Porto Alegre)         | -                        |
| 56ª    | 2009 | Gramadense (Gramado)                      | Ivoti (Ivoti)                            | -                        |
| 57ª    | 2010 | Academia do Morro (Porto Alegre)          | Gramadense (Gramado)                     | -                        |
| 58ª    | 2011 | Flamengo (Bento Gonçalves)                | Juventude Operária (Ibirubá)             | -                        |
| 59ª    | 2012 | Flamengo (Bento Gonçalves)                | Botafogo (Fagundes Varela)               | -                        |
| 60ª    | 2013 | 12 Horas (Porto Alegre)                   | Botafogo (Fagundes Varela)               | -                        |
| 61ª    | 2014 | 12 Horas (Porto Alegre)                   | Serrano (Canela)                         | -                        |
| 62ª    | 2015 | Alambique Leopoldense (São Leopoldo)      | Ipiranga (Uruguaiana)                    | -                        |
| 63ª    | 2016 | Liberal (Pelotas)                         | ASSES (Panambi)                          | -                        |

## Maiores Campeões
| Clube                  | Cidade                    | Títulos | Anos                                                                                |
| ---------------------- | ------------------------- | ------- | ----------------------------------------------------------------------------------- |
| 15 de Novembro         | Campo Bom                 | 14      | 1960, 1961, 1963, 1964, 1966, 1968, 1970, 1971, 1972, 1973, 1976, 1977, 1987 e 1990 |
| Quaraí                 | Quaraí                    | 5       | 1958, 1959, 1960, 1967 e 1968                                                       |
| Jaú                    | Santo Antônio da Patrulha | 4       | 1955, 1959, 1962, e 1965                                                            |
| 14 de Julho            | Itaqui                    | 4       | 1962, 1970, 1970 e 1974                                                             |
| Botafogo               | Três de Maio              | 4       | 1965, 1967, 1980 e 1985                                                             |
| Cruzeiro               | Porto Alegre              | 3       | 1943, 1944 e 1945                                                                   |
| Internacional          | São Borja                 | 3       | 1954, 1957 e 1961                                                                   |
| Brasil                 | Quaraí                    | 3       | 1963, 1964 e 1966                                                                   |
| Palmeirense            | Palmeira das Missões      | 3       | 1960, 1963 e 1966                                                                   |
| União Serrano          | Bento Gonçalves           | 3       | 1967, 1968 e 1968                                                                   |
| Lourenciano            | São Lourenço do Sul       | 3       | 1959, 1991 e 1994                                                                   |
| Vila Rosa              | Dois Irmãos               | 3       | 1992, 1993 e 1997                                                                   |
| Sapiranga              | Sapiranga                 | 3       | 1978, 1981 e 1999                                                                   |
| Ivoti                  | Ivoti                     | 3       | 1986, 1995 e 2000                                                                   |
| Sete de Setembro       | Dois Irmãos               | 3       | 1996, 2001 e 2005                                                                   |
| Sá Viana               | Uruguaiana                | 2       | 1948 e 1951                                                                         |
| Butiá                  | Butiá                     | 2       | 1962 e 1964                                                                         |
| Pampeiro               | Soledade                  | 2       | 1961 e 1964                                                                         |
| Juventus               | Barra do Ribeiro          | 2       | 1965 e 1966                                                                         |
| Atlético Serrano       | São Francisco de Paula    | 2       | 1969 e 1969                                                                         |
| Arroio Grande          | Arroio Grande             | 2       | 1967 e 1969                                                                         |
| Serrano                | Canela                    | 2       | 1967 e 1998                                                                         |
| Americano              | Novo Hamburgo             | 2       | 2006 e 2007                                                                         |
| Flamengo               | Bento Gonçalves           | 2       | 2011 e 2012                                                                         |
| 12 Horas               | Porto Alegre              | 2       | 2013 e 2014                                                                         |
| Liberal                | Pelotas                   | 2       | 1979 e 2016                                                                         |
| Grêmio                 | Porto Alegre              | 1       | 1942                                                                                |
| Ferro Carril           | Uruguaiana                | 1       | 1946                                                                                |
| Internacional          | Porto Alegre              | 1       | 1947                                                                                |
| Nacional               | Cruz Alta                 | 1       | 1949                                                                                |
| Ypiranga               | Erechim                   | 1       | 1950                                                                                |
| Grêmio Santo-angelense | Santo Ângelo              | 1       | 1952                                                                                |
| Itapuí                 | Guaíba                    | 1       | 1956                                                                                |
| Aliança                | Santa Rosa                | 1       | 1959                                                                                |
| Guarany                | Garibaldi                 | 1       | 1959                                                                                |
| Celupa                 | Guaíba                    | 1       | 1960                                                                                |
| Brasil                 | Santa Rosa                | 1       | 1960                                                                                |
| Cruzeiro do Sul        | Jaguarão                  | 1       | 1961                                                                                |
| São José               | Lajeado                   | 1       | 1961                                                                                |
| América                | Tapera                    | 1       | 1962                                                                                |
| Independente           | Passo Fundo               | 1       | 1962                                                                                |
| Brasil de Farroupilha  | Farroupilha               | 1       | 1963                                                                                |
| Internacional          | Arroio Grande             | 1       | 1963                                                                                |
| América                | Bento Gonçalves           | 1       | 1964                                                                                |
| Internacional          | Rosário do Sul            | 1       | 1965                                                                                |
| Juventude              | Garibaldi                 | 1       | 1965                                                                                |
| Serrano                | Carlos Barbosa            | 1       | 1966                                                                                |
| Gaúcho                 | Tucunduva                 | 1       | 1967                                                                                |
| Guarani                | São Sebastião do Caí      | 1       | 1968                                                                                |
| Santoaugustense        | Santo Augusto             | 1       | 1968                                                                                |
| Teresa                 | Vera Cruz                 | 1       | 1968                                                                                |
| 24 de Maio             | Itaqui                    | 1       | 1969                                                                                |
| Brasil                 | Vacaria                   | 1       | 1969                                                                                |
| Ipiranga               | São Luiz Gonzaga          | 1       | 1969                                                                                |
| Veranense              | Veranópolis               | 1       | 1969                                                                                |
| Tabajara               | Campo Novo                | 1       | 1970                                                                                |
| Alimentício            | Taquara                   | 1       | 1970                                                                                |
| Pratense               | Nova Prata                | 1       | 1970                                                                                |
| Rio Branco             | Santa Vitória do Palmar   | 1       | 1970                                                                                |
| Ipiranga               | Frederico Westphalen      | 1       | 1975                                                                                |
| Gaúcho                 | Serafina Corrêa           | 1       | 1981                                                                                |
| Aurora                 | Cerro Largo               | 1       | 1982                                                                                |
| Avenida                | Agudo                     | 1       | 1983                                                                                |
| Pinheiros              | Taquari                   | 1       | 1984                                                                                |
| Guarani                | Venâncio Aires            | 1       | 1988                                                                                |
| Nova Petrópolis        | Nova Petrópolis           | 1       | 1989                                                                                |
| Taquarense             | Taquara                   | 1       | 2002                                                                                |
| Juventude              | Ibirubá                   | 1       | 2003                                                                                |
| Botafogo               | Fagundes Varela           | 1       | 2004                                                                                |
| Ibirubá                | Ibirubá                   | 1       | 2008                                                                                |
| Gramadense             | Gramado                   | 1       | 2009                                                                                |
| Academia do Morro      | Porto Alegre              | 1       | 2010                                                                                |
| Alambique Leopoldense  | São Leopoldo              | 1       | 2015                                                                                |

## Títulos por cidades
| Cidade                    | Títulos                                                                                  |
| ------------------------- | ---------------------------------------------------------------------------------------- |
| Campo Bom                 | 14 (1960, 1961, 1963, 1964, 1966, 1968, 1970, 1971, 1972, 1973, 1976, 1977, 1987 e 1990) |
| Quaraí                    | 8 (1958, 1959, 1960, 1963, 1964, 1966, 1967 e 1968)                                      |
| Porto Alegre              | 8 (1942, 1943, 1944, 1945, 1947, 2010, 2013 e 2014)                                      |
| Dois Irmãos               | 6 (1992, 1993, 1996, 1997, 2001 e 2005)                                                  |
| Bento Gonçalves           | 6 (1964, 1967, 1968, 1968, 2011 e 2012)                                                  |
| Itaqui                    | 5 (1962, 1969, 1970, 1970 e 1974)                                                        |
| Santo Antônio da Patrulha | 5 (1955, 1959, 1962, 1965 e 1979)                                                        |
| Três de Maio              | 4 (1965, 1967, 1980 e 1985)                                                              |
| Ivoti                     | 3 (1986, 1995 e 2000)                                                                    |
| Palmeira das Missões      | 3 (1960, 1963 e 1966)                                                                    |
| São Borja                 | 3 (1954, 1957 e 1961)                                                                    |
| Arroio Grande             | 3 (1963, 1967 e 1969)                                                                    |
| São Lourenço do Sul       | 3 (1959, 1991 e 1994)                                                                    |
| Uruguaiana                | 3 (1946, 1948 e 1951)                                                                    |
| Sapiranga                 | 3 (1978 1981 e 1999)                                                                     |
| Barra do Ribeiro          | 2 (1965 e 1966)                                                                          |
| Butiá                     | 2 (1962 e 1964)                                                                          |
| Soledade                  | 2 (1961 e 1964)                                                                          |
| Canela                    | 2 (1967 e 1998)                                                                          |
| Taquara                   | 2 (1970 e 2002)                                                                          |
| Novo Hamburgo             | 2 (2006 e 2007)                                                                          |
| São Francisco de Paula    | 2 (1969 e 1969)                                                                          |
| Ibirubá                   | 2 (2003 e 2008)                                                                          |
| Guaíba                    | 2 (1956 e 1960)                                                                          |
| Pelotas                   | 1 (2016)                                                                                 |
| São Leopoldo              | 1 (2015)                                                                                 |
| Serafina Corrêa           | 1 (1981)                                                                                 |